# Ваганово (Галичский район)
Ваганово — деревня в Степановском сельском поселении Галичского района Костромской области России.

## География
Деревня расположена на берегу речки Михалёвки.

## История
Согласно Спискам населенных мест Российской империи в 1872 году село Ваганово относилось к 2 стану Галичского уезда Костромской губернии. В нём числилось 7 дворов, проживало 12 мужчин и 16 женщин. В селе имелась православная церковь.
Согласно переписи населения 1897 года в селе проживало 98 человек (39 мужчин и 59 женщин).
Согласно Списку населенных мест Костромской губернии в 1907 году село Ваганово относилось к Быковской волости Галичского уезда Костромской губернии. По сведениям волостного правления за 1907 год в нём числилось 137 жителей. В селе имелась школа.
До муниципальной реформы 2010 года деревня также входила в состав Степановского сельского поселения.

## Население
| 2008 | 2010 | 2012 | 2014 |
| ---- | ---- | ---- | ---- |
| 0    | →0   | →0   | →0   |